# Copa das Nações do Oeste Africano
A Copa das Nações do Oeste Africano (muitas vezes abreviado como a Copa WAFU) é uma competição de federação de futebol, que é disputada por equipes representantes da União das Federações Oeste Africanas. 

## História
Em 1974, um troféu foi encomendado pelo então Presidente de Togo, Gnassingbé Eyadéma, com a pretensão do estabelecimento de uma competição regional semelhante ao Campeonato Africano das Nações (CAN). O evento inaugural foi disputado em Abidjan e os anfitriões da selação da Costa do Marfim venceram o torneio. 
A Copa da África Ocidental (Zona 3) começou em 1982, sendo disputada anualmente (exceto em 1985), e foi disputada até 1987. Enquanto isso, em 1983, a CEDEAO criou outro torneio, a Copa CEDEAO (Zona 3), disputado de dois em dois anos até 1991.
A Zona 2 também tinha o seu próprio torneio, o Taça Amílcar Cabral, em homenagem ao libertador da Guiné-Bissau, Amílcar Cabral, disputada entre 1979 e 2009.
A Copa da África Ocidental retornou em 2002, com o nome de WAFU Nations Cup, no entanto, oficialmente não foi considerada como uma continuação do antigo torneio, e por isso foi vista como um novo torneio. A edição de 2002 teve vida curta e foi interrompida após a violência ocorrida na Costa do Marfim. Dois jogos do torneio tinham sido disputados quando foi o mesmo cancelado. Finalmente, depois de uma espera de oito anos, o torneio voltou em abril de 2010, na Nigéria, com o estado de Ogun sendo escolhido como sede e tendo a Seleção Nigeriana de Futebol como campeã.
A partir da edição de 2017, os países da chamada Zona 2 da União das Federações Oeste-Africanas, que disputavam a antiga Taça Amílcar Cabral, passaram a participar do torneio.

## Edições
| Copa das Nações do Oeste Africano | Copa das Nações do Oeste Africano | Copa das Nações do Oeste Africano | Copa das Nações do Oeste Africano                                                  | Copa das Nações do Oeste Africano                                                  | Copa das Nações do Oeste Africano                                                  | Copa das Nações do Oeste Africano                                                  | Copa das Nações do Oeste Africano                                                  | Copa das Nações do Oeste Africano                                                  | Copa das Nações do Oeste Africano                                                  |
| --------------------------------- | --------------------------------- | --------------------------------- | ---------------------------------------------------------------------------------- | ---------------------------------------------------------------------------------- | ---------------------------------------------------------------------------------- | ---------------------------------------------------------------------------------- | ---------------------------------------------------------------------------------- | ---------------------------------------------------------------------------------- | ---------------------------------------------------------------------------------- |
| Ano                               | Sede                              |                                   | Final                                                                              | Final                                                                              | Final                                                                              |                                                                                    | Disputa do 3º Lugar                                                                | Disputa do 3º Lugar                                                                | Disputa do 3º Lugar                                                                |
| Ano                               | Sede                              | Campeão                           | Placar                                                                             | Vice                                                                               | 3º Lugar                                                                           | Placar                                                                             | 4º Lugar                                                                           |                                                                                    |                                                                                    |
| 2002 Detalhes                     | Costa do Marfim                   |                                   | Cancelado após um dia do início devido a Primeira Guerra Civil da Costa do Marfim. | Cancelado após um dia do início devido a Primeira Guerra Civil da Costa do Marfim. | Cancelado após um dia do início devido a Primeira Guerra Civil da Costa do Marfim. | Cancelado após um dia do início devido a Primeira Guerra Civil da Costa do Marfim. | Cancelado após um dia do início devido a Primeira Guerra Civil da Costa do Marfim. | Cancelado após um dia do início devido a Primeira Guerra Civil da Costa do Marfim. | Cancelado após um dia do início devido a Primeira Guerra Civil da Costa do Marfim. |
| 2010 Detalhes                     | Nigéria · (Ogun)                  |                                   | Nigéria                                                                            | 2–0                                                                                | Senegal                                                                            |                                                                                    | Gana                                                                               | 1–0                                                                                | Burkina Faso                                                                       |
| 2011 Detalhes                     | Nigéria · (Ogun)                  |                                   | Togo                                                                               | 3–2                                                                                | Nigéria                                                                            |                                                                                    | Libéria                                                                            | 3–1                                                                                | Gana                                                                               |
| 2013 Detalhes                     | Gana                              |                                   | Gana                                                                               | 3–1                                                                                | Senegal                                                                            |                                                                                    | Togo                                                                               | 2–1                                                                                | Benim                                                                              |
| 2017 Detalhes                     | Gana                              |                                   | Gana                                                                               | 4–1                                                                                | Nigéria                                                                            |                                                                                    | Níger                                                                              | 2–1                                                                                | Benim                                                                              |
| 2019 Detalhes                     | Senegal                           |                                   | Senegal                                                                            | 1–1 (3–1 P)                                                                        | Gana                                                                               |                                                                                    | Não houve disputa do 3° lugar                                                      | Não houve disputa do 3° lugar                                                      | Não houve disputa do 3° lugar                                                      |
| 2021 Detalhes                     | Nigéria                           |                                   |                                                                                    |                                                                                    |                                                                                    |                                                                                    |                                                                                    |                                                                                    |                                                                                    |

## Desempenho
| Seleção        | Títulos         | Vice            | Terceiro | Quarto   |
| -------------- | --------------- | --------------- | -------- | -------- |
| Nigéria        | 1 (2010)        | 2 (2011 e 2017) |          |          |
| Togo           | 1 (2011)        |                 |          | 1 (2013) |
| Gana           | 2 (2013 e 2017) | 1 (2019)        | 1 (2010) | 1 (2011) |
| Senegal        | 1 (2019)        | 2 (2010 e 2013) |          |          |
| Libéria        |                 |                 | 1 (2011) |          |
| Benim          |                 |                 | 1 (2013) | 1 (2017) |
| Burquina Fasso |                 |                 |          | 1 (2010) |